# Big Day Out
Big Day Out is een muziekfestival dat jaarlijks op verschillende locaties in Australië en Nieuw-Zeeland wordt gehouden. Het evenement werd opgericht door Ken West en Vivian Lees en begon in 1992 met Sydney als enige locatie. In de daaropvolgende jaren verspreidde het festival zich ook naar Melbourne, Perth, Adelaide, Gold Coast en Auckland.
Het festival, dat gemiddeld drie weken duurt, wordt elk jaar in januari/februari gehouden, als het in Australië en Nieuw-Zeeland zomer is. Normaal gesproken doet een band elke locatie aan; er zijn echter uitzonderingen waarbij sommige steden vanwege uiteenlopende redenen worden overgeslagen. In 1993 bestond het aantal rondreizende artiesten en medewerkers uit 70; in 2010 waren dit er 700.

## Historie

### Ontstaan en uitbreiding naar zes locaties
Het organiseren van de eerste editie door Vivian Lees en Ken West begon in 1991. De eerste Big Day Out in het jaar erop werd gehouden voor 10.000 mensen. De line-up bestond uit een reeks Australische bands, aangevuld met twee internationale bands: headliner Violent Femmes en Nirvana, die op het punt van hun doorbraak stonden. De organisatie beschouwde het festival als een succes en besloot Big Day Out in meerdere Australische steden te houden, in eenzelfde rondreizende stijl als het Amerikaanse Lollapalooza. Voor de editie van 1993 waren onder andere Iggy Pop, Sonic Youth, Nick Cave and the Bad Seeds en Mudhoney aanwezig. Het festival werd verspreid over vier locaties: Sydney, Melbourne, Perth en Adelaide. In elke stad werden de internationale bands aangevuld met lokale artiesten. In 1994, met onder andere Björk, Soundgarden en The Smashing Pumpkins, werden opnieuw twee locaties toegevoegd: Gold Coast en het Nieuw-Zeelandse Auckland.

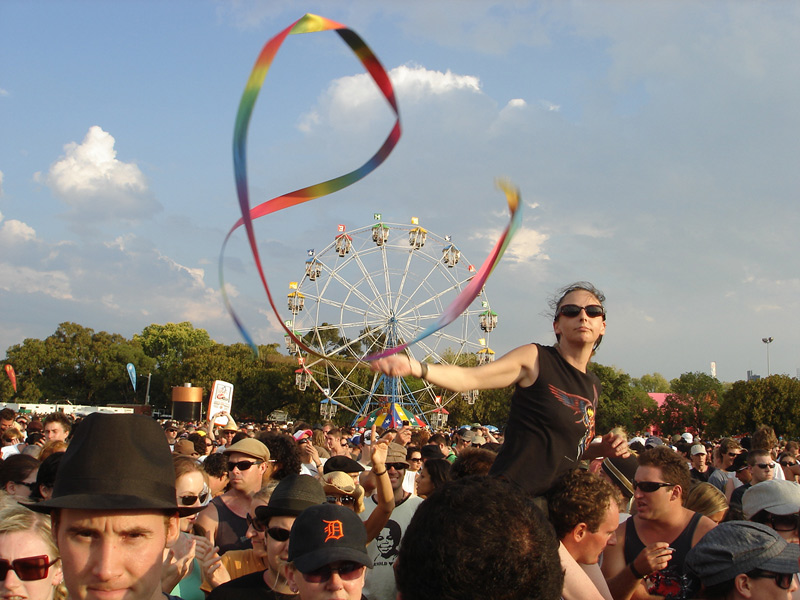
Het publiek tijdens het Big Day Out-festival in 2006.

Big Day out werd een podium voor Australische bands die ontdekt werden door een wereldwijd publiek. In 1995 verdienden drie bands (You Am I, Magic Dirt en Silverchair) een platencontract nadat ze door Amerikaanse A&R's ontdekt waren. In 1996 kreeg het festival concurrentie van het Summersault Festival, dat onder andere de Beastie Boys en Foo Fighters wist te boeken. Big Day Out, dat zelf Rage Against the Machine als headliner had, trok uiteindelijk veel meer toeschouwers en Summersault ging na één jaar failliet. 1997 kende acts als Soundgarden, The Offspring en The Prodigy, maar de vrees bij velen was dat dit weleens de laatste editie zou zijn: Lees en West kondigden aan dat er in 1998 vanwege vermoeidheid geen Big Day Out zou komen. In 1999 keerde het festival echter terug met onder andere Hole, Fatboy Slim, Manic Street Preachers, Soulfly en Korn. Marilyn Manson choqueerde het publiek door Hitler-achtige poppen te gebruiken en pagina's uit de Bijbel te scheuren.

### Dood Jessica Micahlik en recente jaren
In 2001 vond de 16-jarige Jessica Micahlik de dood in een moshpit tijdens een optreden van headliner Limp Bizkit. Micahlik kreeg een hartaanval, die enkele dagen later fataal bleek te zijn. Limp Bizkit, die voor het festival al om extra veiligheidsmaatregelen vroeg, verliet na het optreden per direct (en met nog enkele Big Day Out-optredens tegoed) Australië. Zanger Fred Durst zag het voor aanvang al mis gaan doordat de beveiliging geen actie konden ondernemen door het wilde publiek. Durst sprak de toeschouwers tijdens het concert aan: "De beveiliging doet momenteel niets. Jullie moeten nu voor jezelf zorgen, er is geen hulp". Aan de andere kant groeide de kritiek op de band en de organisatie. Limp Bizkit had volgens festivalorganisator Ken West het gevaar moeten herkennen en zelf hun concert moeten beëindigen. Daarnaast had Big Day Out kunnen weten wat voor act het had binnengehaald. Later werden er door de organisatie nieuwe veiligheidsmaatregelen genomen, zoals een D-vormige scheiding van het publiek halverwege het veld. Ook werd er meer aandacht besteed aan veiligheidsmaatregelen, leeftijdsgrenzen en voorlichting over moshen en crowdsurfen.
In 2007 werden Australische vlaggen geweerd van de festivalweide. Deze maatregel werd genomen vanwege spanningen tussen etnische groepen toentertijd in Australië. Ken West verklaarde hierover: "De Australische vlag werd gebruikt als bendekleuren. Het was racisme, verhuld in patriottisme en dat ga ik niet tolereren." West vreesde voor ongeregeldheden, zoals dat in 2007 op de Australian Open gebeurde tussen Kroaten en Serviërs. Ook kreeg Big Day Out te maken met problemen op het gebied van drugs; in 2008 werden 53 drugs-gerelateerde arrestaties verricht. Tijdens de editie van 2009 in Perth overleed de 17-jarige Gemma Thoms na het consumeren van enkele ecstasypillen.

## Programma
| Jaar | Greep uit de optredende artiesten |
| ---- | --- |
| 1992 | Nirvana, Violent Femmes, Massappeal |
| 1993 | Iggy Pop, Sonic Youth, The Disposable Heroes of Hiphoprisy, Mudhoney, Helmet, Nick Cave and the Bad Seeds                              |
| 1994 | Björk, Soundgarden, The Ramones, The Smashing Pumpkins, Teenage Fanclub, Primus, The Breeders, Urge Overkill                           |
| 1995 | Ministry, Hole, The Cult, The Offspring, Screaming Trees, Luscious Jackson, Fundamental, Primal Scream                                 |
| 1996 | Rage Against the Machine, Elastica, The Prodigy, Rancid, The Jesus Lizard, Porno for Pyros, Tricky, Billy Bragg, Reef                  |
| 1997 | Soundgarden, The Offspring, The Prodigy, Fear Factory, Supergrass, The Lemonheads, Patti Smith, Aphex Twin                             |
| 1999 | Marilyn Manson, Soulfly, Hole, Korn, Fatboy Slim, Ash, Powderfinger, The Living End, Manic Street Preachers, Underworld                |
| 2000 | Red Hot Chili Peppers, Nine Inch Nails, Foo Fighters, Basement Jaxx, Blink-182, The Chemical Brothers, Atari Teenage Riot              |
| 2001 | Coldplay, Rammstein, PJ Harvey, Placebo, Carl Cox, Queens of the Stone Age, Limp Bizkit, At the Drive-In, Mudvayne                     |
| 2002 | The Prodigy, System of a Down, Garbage, New Order, The Crystal Method, NOFX, Basement Jaxx, The White Stripes, Peaches                 |
| 2003 | Jane's Addiction, Foo Fighters, Kraftwerk, Chicks on Speed, Wilco, Queens of the Stone Age, Deftones, The Vines, Jimmy Eat World       |
| 2004 | Metallica, The Strokes, The Dandy Warhols, The Flaming Lips, Kings of Leon, Muse, Lostprophets, The Black Eyed Peas, The Darkness, Jet |
| 2005 | Beastie Boys, System of a Down, The Chemical Brothers, The Streets, Slipknot, The Hives, Rise Against, Carl Cox, Powderfinger          |
| 2006 | The White Stripes, Iggy & The Stooges, Franz Ferdinand, Kings of Leon, Soulwax/2 Many DJs, The Mars Volta, Wolfmother, M.I.A.          |
| 2007 | Tool, Muse, Jet, The Killers, Kasabian, My Chemical Romance, Justice, Lily Allen, Violent Femmes, The Veils                            |
| 2008 | Rage Against the Machine, Björk, Arcade Fire, Billy Bragg, Dizzee Rascal, Midnight Juggernauts, Spoon, Enter Shikari                   |
| 2009 | Neil Young, The Prodigy, Arctic Monkeys, Bullet for My Valentine, TV on the Radio, Pendulum, Hot Chip, Dropkick Murphys, Lupe Fiasco   |
| 2010 | Dizzee Rascal, Jet, Kasabian, Lily Allen, Mastodon, Muse, Rise Against, The Horrors, The Decemberists, The Mars Volta                  |
| 2011 | Tool, Rammstein, M.I.A., Wolfmother, Die Antwoord, LCD Soundsystem                                                                     |